# المسار الخليجي لسكة حديد الكويت
المسار الخليجي، هو أحد المسارات الثلاثة لمشروع شبكة سكة حديد الكويت، والمسار الكويتي لقطار الخليج العربي، وهو قيد التصميم والإنشاء لربط المملكة العربية السعودية بمنطقة الشدادية وسط دولة الكويت. يبلغ طول المسار الخليجي 115 كيلو مترًا وتصل كلفة المشروع إلى نحو 300 مليون دينار كويتي ما يعادل مليار دولار أمريكي، وسيضم المسار الخليجي أربع محطات، تبدأ من منطقة النويصيب وتنتهي في محافظة الفروانية، وستكون عبارة عن محطات تخزين، وتحميل، وركاب، وصيانة. في 19 ديسمبر 2021، أسند مجلس الوزراء الكويتي عمليات إنشاء المشروع إلى الهيئة العامة للطرق والنقل البري.

## مراحل الإنشاء

### المرحلة الأولى للمشروع
- يبلغ طول المسار الخليجي 115 كيلو مترًا.
- عدد المحطات: 4 محطات «صيانة، تخزين، تحميل، ونقل ركاب والبضائع».
- موقف المسار من المخطط الهيكلي: مثبت.
- التكلفة التقديرية: 300 ملايين دينار.
- المدة التنفيذية المتوقعة: 77 شهرًا.
- طريقة التنفيذ: الشراكة بين القطاعين العام والخاص وفقًا لقانون هيئة الشراكة.